# Minicosa
Minicosa neptuna es una especie de araña araneomorfa de la familia Lycosidae. Es el único miembro del género monotípico Minicosa. Es originaria de Sudáfrica.